# Conus baccatus
Conus baccatus é uma espécie de gastrópode do gênero Conus, pertencente a família Conidae.